# Francisco de Montanos
Francisco de Montanos (¿Valladolid?, c. 1528 - ¿?, después del 6 de octubre de 1595) fue un poeta, compositor, teórico musical y maestro de capilla español del siglo XVI.

## Vida
Es poco lo que se sabe del maestro. Lo poco que se sabe procede de su tratado Arte de Música teórica y práctica (1592), donde en dos epigramas insinúa que provenía de una familia pudiente y en una anotación al final que llevaba 36 años de maestro de capilla, por lo que en 1551 ya debía ser maestro de capilla. El musicólogo Aizpurúa daba como probable en 1983 que Montanos fuese de Valladolid.
Su recorrido profesional es un tanto mejor conocido. A principios de 1562 consiguió el cargo de maestro de capilla de la Colegiata de Toro, cargo que mantuvo hasta otoño de 1564. Ese año se trasladó a la Colegiata de Valladolid para ocupar a partir del 24 de octubre de 1564 el magisterio con derecho a una media prebenda, es decir, cobrando la media ración de cantor.
En Valladolid realizó las tareas habituales para el cargo. A partir de junio de 1572 tuvo a su cargo un grupo de 55 adultos e infantes a los que les daba clases de música dos horas al día, estando las clases abiertas a todos aquellos forasteros que visitaran la Catedral y deseasen aprender. El 13 de junio de 1572 los infantes dejaron de estar bajo su responsabilidad. El 2 de abril de 1576 dejó el cargo, aunque continuó su relación con la Cátedra, recibiendo su media ración durante los magisterios de sus sucesores, hasta por lo menos 1586. El 2 de marzo de 1589 le pagaron una sustitución de seis meses y en 1594 se le pagó por dirigir la música durante Semana Santa. En 1594 y 1595 también participó en el tribunal para examinar a maestro de la metropolitana de Valladolid. Las últimas noticias que se tienen de él son del 20 de febrero de 1576, en las que se anota la ausencia del maestro. Dejó el cargo el 4 de mayo de 1576.
Hacia 1576 comenzó a trabajar para el Conde de Lemos, Fernando Ruiz de Castro Andrade y Portugal. En 1581 se presentó a para el magisterio de la Catedral de Santiago de Compostela, pero sin éxito.
Regresaría brevemente al magisterio en Valladolid en 1593.

## Obra

### Poesía
Solo se han conservado dos ejemplos de la poesía de Montanos en las Obras de Jerónimo de Lomas Cantoral, tres libros publicados en 1578 dedicados a Juan de Zúñiga. Parece que Montanos y Lomas pertenecía a un grupo de seguidores de Garcilaso de la Vega centrado en Valladolid. El primero (a la dcha.) es un soneto dedicado en loa a Zúñiga; el segundo (a la dcha.) es un soneto escrito a Lomas:

DE FRANCISCO DE MONTANOS AL LECTOR

En medio del deleite que te ofrece,

sabio lector, este vergel, do vive

y siente cualquier planta, y do recibe

Amor un nuevo ser que le enriquece;

en medio desta selva, do florece

perpetua primavera, y do revive

todo gentil espíritu y concibe

aquello que con muerte no perece,

fruto tal hallarás y tan süave,

que dél gustando se levanta el alma,

aunque presa, ligera a mejor vida.

Fruto que a la mortal, terrena y grave

parte sustenta en voz esclarecida,

y la corona de laurel y palma.

Si de nuestra amistad el celo santo,

quen nuestras almas ley pone y respira

con arte tal, que es una la que aspira,

uno su bien, su mal, su risa o llanto

no me obligara, Melibeo, a tanto,

temiera de mi ingenio, do no inspira

Apolo cosa con su dulce lira,

la impropiedad mostraros de su canto.

Pero pues esta unión y yugo nuestro

seguridad promete, que os dé quiero

esto de sí mi musa endurecida:

leedlo y corregidlo, pues es vuestro,

de suerte que ello cobre ser y vida,

y nombre vos de amigo verdadero.

El libro también contiene un extenso poema de Lomas dedicado a Montanos por el fallecimiento de la madre del segundo, en el que se menciona otra obra de Montanos que no se ha conservado.

### Teoría musical
El aspecto más conocido de Montanos es el de teórico musical. En 1592 publicó su Arte de música, teórica y práctica en Valladolid. El tratado fue uno de los más exitosos de su época, realizándose reimpresiones hasta mediados del siglo XVIII. Pietro Cerone plagió extensamente la obra de Montanos.
A partir de 1610 se editó su Arte del canto llano con entonaciones comunes, de coro y altar en Salamanca, una obra en seis tomos que se divide en: canto llano, canto de órgano, contrapunto, compostura, proporcione y lugares comunes.
Montanos afirma habers comunicado con los mejores compositores de España y revisado las obras de los mejores compositores del extranjero. Fue el primer teórico musical de la Península en mostrar un conocimiento de la música de Palestrina y también muestra su conocimiento de las obras de Orlando di Lasso and Dominique Phinot.

### Composición
De entre sus composiciones, solo se conservan dos motetes íntegros: O Domine Jesu Christe e Interveniat pro nobis, que se encuentran en la parroquia de Santiago de Valladolid. Se sabe que hubo otras obras, puesto que existe una licencia de impresión de 1565 para una serie de madrigales. Por el escaso número de obras no se puede juzgar su estilo.